# 11063 Poynting
A 11063 Poynting (ideiglenes jelöléssel 1991 VC6) a Naprendszer kisbolygóövében található aszteroida. Eric Walter Elst fedezte fel 1991. november 2-án.